# 纳米比亚人组党
纳米比亚人组党，前称及通称为西南非洲人民组织（South West Africa People's Organization，缩写为SWAPO），是纳米比亚的一个政党。该党成立于1960年4月19日。该党成立后，积极开展反对南非殖民统治的武装斗争，成为争取纳米比亚独立的主要力量。纳米比亚独立后，该党一直是执政党。